# 稲毛屋山
稲毛 屋山（いなげ おくざん、男性、宝暦5年（1755年） – 文政6年7月13日（1823年8月18日））は、江戸時代後期の日本の篆刻家である。
名は直道、字は聖民、屋山は号、別号に息斎・燕々居がある。通称官右衛門。高松の人。

## 略伝
屋山の先祖は秩父の畠山氏で代々讃岐高松藩の重臣として仕えた。父の稲毛重善もその家臣であり、屋山はその次子として生まれた。幼少より病弱で仕官を免除され、若くして京都に遊学。皆川淇園の門下となりやがてその高弟となる。柴野栗山が京都に滞在中、淇園や池大雅との文雅な交わりを持った。この仲立ちを屋山が受け持ったがこのとき栗山は屋山が金石文字に詳しく篆刻も行うことを聞き知るに及んで、江戸に赴いていた高芙蓉に入門するように薦めた。
江戸において高芙蓉は屋山の温厚で社交的な性格を愛して、印を請う者があれば必ず屋山と共同で製作に臨んだ。芙蓉の臨終のとき愛蔵してきた金石・書画などを屋山に伝えた。その後、篆刻家として著名となり印を請う者が列を成したという。柴野栗山は「芙蓉の再来」と喜んでいる。高芙蓉の墓碑は橘茂喬（浜村蔵六初世）が刻していたが理由があって建てられないままに茂喬が没してしまう。屋山はこれを浜村蔵六二世と共同して小石川無量院に建てた。
晩年は不忍池畔に燕々居という庵を結び、悠々自適の隠居となる。山本北山・亀田鵬斎・菊池五山ら文人墨客と交わることが多かったが、その交友から詠まれた詩文を撰して『采風集』（1808年）とした。
文政6年、故郷讃岐に帰郷するも病を得て没する。享年69。なお、子の恭斎は市河米庵の養子となっている。

## 著作
- 『江霞印影』（1797年）
- 『飲中八仙歌印譜』
- 『損益十友図』

- 『采風集』（1808年）